# 巨星博物館
巨星博物館(英語：Superstar museums)，博物館如果在館藏或建築特色上有極高的知名度，是國內外歡光客旅遊規劃的首選，並對當地的經濟發展有重大影響力，可歸納為巨星博物館。

### 內容
巨星博物館最早由 Bruno S. Frey 於1998年提出，他指出最受歡迎的博物館具備下面五個特徵* （页面存档备份，存于），
1. 享有遊客中最高的知名度
2. 擁有大量的訪客
3. 收藏一組眾所周知的藝術家作品
4. 具備特殊的建築結構
5. 操作商業化策略，並對博物館所在地帶來重要的經濟影響

巨星現象與供需關係有關，
1. 在供給面，因為媒體發達，博物館不再是認識藝術品的唯一提供者，人們透傳播媒體認識藝術品的機會遠高於博物館能提供的機會；並且因為媒體的全球化特性，人們有更多比較的選擇，博物館需要面對的是世界的競爭者，甚至需要與主題樂園競爭，美國非營利組織主題娛樂協會（Themed Entertainment Association）與營造公司AECOM 就把主題樂園與博物館放在一個天秤做比較* （页面存档备份，存于）。
2. 在需求面，現代消費者也因為媒體發達很快認識各種藝術品，但因為超級明星效應，縱使旅遊成本降低，消費者往往選擇最受歡迎的那個，而不會去看同一城市或同一領域的其他博物館。

### 超過百萬人的博物館
羅浮宮是最典型的巨星博物館*，自1981年起法國政府將羅浮宮建築群大規模翻修並加入現代化元素以來，羅浮宮成為巨星博物館的標竿。
全世界每年超過三百萬人次參觀的博物館超過三十個，但羅浮宮超過八百萬人的參觀人次，遠高於其他博物館，連續多年蟬聯世界第一，
羅浮宮逐步發展出提供參觀者"全面體驗"的服務模式，成為所在都市的第一景點，其他像大英博物館、梵蒂岡博物館 維也納藝術史博物館、荷蘭阿姆斯特丹國家博物館、義大利烏菲茲美術館等也都是目前知名的巨星博物館。

### 巨星博物館與博物館的合作
早期一些學者對博物館走向商業化的策略感到焦慮*，但巨星博物館商業化的成功，大大影響了博物館後來的發展。
巨星博物館因為大量遊客帶來的收入與人氣，因此更容易繼續收藏高人氣的作品、推出可以巡迴世界的超級大展，投入傳統與現代交融的新建築計畫、結果是巨星博物館像好萊塢明星一樣，成為資源的收割者。
所幸近年來，因為數位媒體帶來的多源入口與新體驗模式，還有部分城市政策的推動協助* （页面存档备份，存于），帶出新型的館際合作方式，透過館際合作，巨星博物館將高人氣與新媒體裝置帶往其他合作博物館，並結合城市觀光與活動帶來新的體驗成為多方雙贏的生態。